# Castillo de Florejacs
Históricamente, el castillo de Florejachs, junto con el vecino castillo de Les Sitges, formó parte de la línea fronteriza entre el mundo árabe y el mundo cristiano en la época de la Reconquista y la repoblación de las tierras de la comarca.
A 10 km por carretera al oeste de Guisona, se alza sobre una pequeña colina, el pueblo de Florejacs, antiguo jefe de municipio que fue unido en la época moderna al de Torrefeta. La silueta del pueblo, emmarcada por la torre del castillo y por el campanar de la iglesia, destacando contra el cielo sobre un típico paisaje de la comarca, constituye una de las perspectivas más fascinantes de la comarca.
A pesar de encontrarse próxima a la transitada carretera que parte de la N-II, cerca de Cervera en dirección Ponts/Andorra la localidad es un oasis de paz ya que su acceso es mediante una pequeña carretera de unos 4 km, próximo al pueblo de Palou, que muere en llegar a Florejacs.

## Historia
Si bien las primeras menciones documentales del castillo de Florejacs son del s.XI, probablemente existía una fortificación más antigua, sobre la que se construyó el castillo medieval. No solo se ha encontrado algún vestigio ibérico sino que el mismo nombre de la fortaleza podría muy bien derivarse de Loreac, que en lengua ibérica quisiera significar "elevación fortificada de las flores". El nombre fue latinizado por los romanos, como Floriacus, y de ahí pasó a Florejacs.
Durante la reconquista de Cataluña de manos de los sarracenos el gran caudillo de la comarca, Arneu Mir de Tost, señor de Àger, construye o consolida el castillo medieval de Florejacs, hacia el año 1063. Poco después está documentado como propiedad de Pedro Ponce, quien lo vendió a un primo, Galcerán Erim, veguer de Àger, sobrino nieto del prohombre y hombre de su máxima confianza.
La propiedad fue pasando a través de los siglos por herencia dentro de la familia aunque no ha habido continuidad en los nombres debido a las numerosas transmisiones por línea femenina.

## Pueblo de Florejacs
La parte vieja del pueblo está encerrada en un recinto que sigue la forma de lo que fue la muralla del castillo medieval. La parte que se conserva de la fortificación, que ocupa el sector este, donde se hace más patente la parte ataludada del baluarte, es el conjunto formado por una hermosa torre almenada del siglo XIV, y el basamento de la muralla, presumiblemente del siglo XI, sobre el que se asienta un casal señorial del siglo XVI
En la Edad Media, no existía el pueblo, y tan solo vivían en el lugar los habitantes del castillo y un reducido número de personas de su servicio. Según datos del año 1380, Florejacs solo constaba de 4 fuegos.
Después de muchas modificaciones, como la prosperidad económica del señor, en 1715 Florejacs ya constaba de unas 18 casas y a principios de siglo XX de una cincuentena de casas y cerca de 200 habitantes (número que a estas alturas ha disminuido considerablemente).

## Interior
En una pequeña plaza - la plaza del Castillo - abre la puerta de entrada, mientras que a mano izquierda queda la que se destinaba a caballerías y carruajes, comunicada con la cuadra y al fondo, con el ceño y el calabozo. En un patio que en su tiempo fue un cementerio exterior se abría la puerta que daba a la capilla románica del castillo, hoy integrada dentro la iglesia del pueblo, construida en el siglo XVIII y ampliada en el siglo XIX.
La puerta románica todavía subsiste en el interior de la iglesia con el escudo Josa sobre el arco.
Por una escalera situada en la entrada, se llega a la planta noble, ocupada principalmente por salitas y salones. Del salón hall parte otro tramo de escaleras que lleva a una sala de la planta alta decorada con armas que da acceso a otras dependencias, entre las cuales, varios dormitorios. En cuanto a los muebles, al igual que se ha hecho con la arquitectura, se ha aceptado el legado de los siglos pasados.
Así, el recorrido por las diferentes estancias permite contemplar muebles y objetos de arte procedentes de todas las épocas a partir del siglo XVI, agrupados en conjuntos armónicos adaptados a la vida familiar , ya que no se trata de un museo sino de una residencia viva.